# Аве, Цезар!
«Аве, Цезар!» (англ. Hail, Caesar!) — американський комедійний фільм, знятий Джоелем та Ітаном Коенами. Світова прем'єра стрічки відбулась 11 лютого 2016 року на Берлінському міжнародному кінофестивалі, який вона відкривала. 

## Синопсис
Фільм розповідає про один день із життя Едді Маннікса, який стежить за порядком на знімальному майданчику фільму «Аве Цезар».

## У ролях
- Джош Бролін — Едді Маннікс
- Джордж Клуні — Бейрд Вітлок
- Олден Еренрайк — Гобі Дойл
- Ральф Файнс — Лоренс Лоренц
- Джона Гілл — Джо Сільверман
- Скарлетт Йоганссон — Діенн Моран
- Френсіс Макдорманд — Сі Сі Келгун
- Тільда Свінтон — Тора Текер / Тессалі Текер
- Ченнінг Тейтум — Берт Герні
- Елісон Пілл — Конні Меннікс
- Кристофер Ламберт — Арні Сеслум
- Вейн Найт — статист і комуністичний оперативник
- Фішер Стівенс — сценарист-комуніст
- Кленсі Браун — Гракх
- Майкл Гембон — оповідач
- Девід Крамхолц — сценарист-комуніст
- Пітер Джейсон — режисер
- Наташа Бассетт —  Глорія ДеЛамур
- Дольф Лундгрен — командир підводного човна (в титрах не зазначений)

## Нагороди й номінації
| Список нагород і номінацій | Список нагород і номінацій | Список нагород і номінацій     | Список нагород і номінацій | Список нагород і номінацій | Список нагород і номінацій |
| Кінопремія                 | Дата церемонії             | Категорія                      | Номінант(и)                | Результат                  | Дж                         |
| -------------------------- | -------------------------- | ------------------------------ | -------------------------- | -------------------------- | -------------------------- |
| Премія БАФТА               | 12 лютого 2017             | Найкращий художник-постановник | Джесс Гончор, Ненсі Гей    | Номінація                  | [ 4 ]                      |